# Ophioplinthaca spinissima
Ophioplinthaca spinissima is een slangster uit de familie Ophiacanthidae.
De wetenschappelijke naam van de soort werd in 1900 gepubliceerd door Hubert Lyman Clark.